# 達川実
達川 実（たつかわ みのる、1952年8月16日 - ）は、日本のバレーボール指導者。

## 来歴
大阪府大阪市出身。大阪商業大学付属高等学校時代には第1回全国高等学校バレーボール選抜優勝大会（春高バレー）に出場。
大阪商業大学を経て1975年にユニチカに入社。同社女子バレーボール部（1991年よりユニチカ・フェニックス）コーチに就任した。
1992年、バルセロナオリンピックで全日本女子代表のコーチを務めた。
1995年、吉田国昭の後任としてユニチカ・フェニックス監督に就任。就任1年目にして第2回Vリーグ優勝に導く。
2000年、ユニチカ・フェニックス廃部に伴い、東レアローズに全体移籍。引き続き監督を務める。
2005年、10チーム中8位と低迷し、監督を退任。後任に菅野幸一郎が就き、自身は副部長に就任した。
2006年、監督の半田国治の定年退職による退任で後任を探していたデンソーエアリービーズの監督に就任。デンソーが東レと折衝を行った結果、ライバルチームへの移籍が実現した。
2008年、2007-08プレミアリーグ準優勝、第57回黒鷲旗大会優勝に導く。バレーボール日本女子代表の監督最終候補にも挙がった。
2010年、平成22年度天皇杯・皇后杯全日本バレーボール選手権大会で優勝に導く。
2013年5月、デンソーを定年退職し監督を退任。
2021年、高知中央高等学校女子バレーボール部監督に就任。8年ぶりの現場復帰となった。
2024年、高知中央高等学校女子バレーボール部監督を勇退し、総監督に就任した。

## 監督としての戦績
- Vリーグ・Vプレミアリーグ
  - 優勝 1回（1995年 第2回 - ユニチカ）
  - 準優勝 2回（2003年 第10回 - 東レ、2007-08プレミアリーグ - デンソー）
- 黒鷲旗大会
  - 優勝 1回（2008年第57回大会 - デンソー）
- 天皇杯・皇后杯全日本バレーボール選手権大会
  - 優勝 1回（2010年 - デンソー）

## 人物
実子の達川和彦もバレーボール指導者。2024年まで日立Astemoリヴァーレのコーチを務めた。